# Barbara Szudrowicz

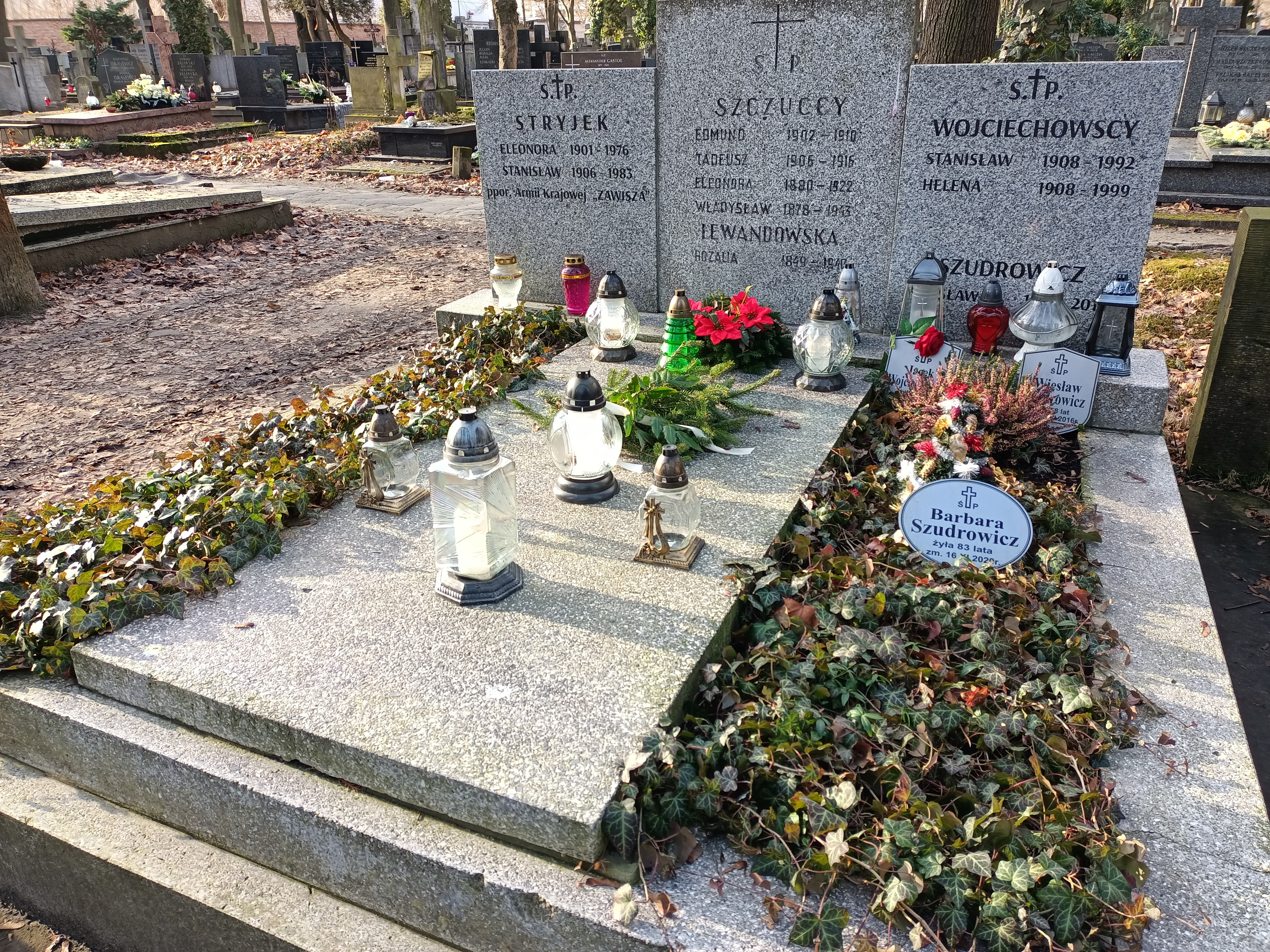
Nagrobek Barbary Szudrowicz na Cmentarzu Powązkowskim

Barbara Maria Szudrowicz (ur. 1937, zm. 16 listopada 2020) – polska specjalistka zakresie akustyki budowlanej, prof. nzw. dr hab. inż.

## Życiorys
Obroniła pracę doktorską, 28 czerwca 1993 habilitowała się na podstawie pracy zatytułowanej Podstawy kształtowania izolacyjności akustycznej pomieszczeń w budynkach mieszkalnych. Została zatrudniona na stanowisku profesora nadzwyczajnego w Instytucie Techniki Budowlanej.
Była członkiem Komitetu Akustyki na IV Wydziale – Nauk Technicznych Polskiej Akademii Nauk.
Zmarła 16 listopada 2020. Została pochowana na Cmentarzu Powązkowskim w Warszawie (kwatera 307-5-29 i 30).